# 彭伯周
彭伯周（1905年—1996年9月29日），山西省定襄县人，中华人民共和国政治人物、教育家。

## 生平
1927年，毕业于太原市第一师范，后在定襄县立第二高小工作，担任校长。1939年，调任晋察冀边区第一专员公署教育科长。1941年后，担任定襄河南区办事处主任、中共忻定县委书记，创建定襄学院。1949年，调任铁道部人事局副局长，兼石家庄铁路职工学校校长。195年，调任太原铁路局副局长。1951年，改任天津铁路局副局长。1953年，任太原铁路局局长兼书记。1961年，担任北京铁道学院（后北京交通大学）校长兼书记。文革期间被贬陕西临潼。文革结束后，恢复北方交通大学校长一职，并任全国政协第五、六届委员。1996年9月29日去世。